# Кінгс-Маунтен (Північна Кароліна)
Кінгс-Маунтен (англ. Kings Mountain) — місто (англ. city) в США, в округах Клівленд і Ґестон штату Північна Кароліна. Населення — 11 142 особи (2020).

## Географія
Кінгс-Маунтен розташований за координатами 35°14′6″ пн. ш. 81°20′51″ зх. д. / 35.23500° пн. ш. 81.34750° зх. д. (35.235110, -81.347568).  За даними Бюро перепису населення США в 2010 році місто мало площу 32,56 км², з яких 31,91 км² — суходіл та 0,65 км² — водойми. В 2017 році площа становила 35,31 км², з яких 34,77 км² — суходіл та 0,54 км² — водойми.

## Демографія
Згідно з переписом 2010 року, у місті мешкало 10 296 осіб у 4122 домогосподарствах у складі 2713 родин. Густота населення становила 316 осіб/км².  Було 4597 помешкань (141/км²).
Расовий склад населення:
| - 73,0 % — білих - 22,5 % — чорних або афроамериканців - 1,6 % — азіатів - 0,2 % — корінних американців - 1,1 % — осіб інших рас |

До двох чи більше рас належало 1,7 %. Частка іспаномовних становила 2,6 % від усіх жителів.
За віковим діапазоном населення розподілялося таким чином: 24,7 % — особи молодші 18 років, 58,0 % — особи у віці 18—64 років, 17,3 % — особи у віці 65 років та старші. Медіана віку мешканця становила 40,6 року. На 100 осіб жіночої статі у місті припадало 85,5 чоловіків;  на 100 жінок у віці від 18 років та старших — 79,8 чоловіків також старших 18 років.
Середній дохід на одне домашнє господарство  становив 49 312 долари США (медіана — 40 939), а середній дохід на одну сім'ю — 59 658 доларів (медіана — 47 944). Медіана доходів становила 34 450 доларів для чоловіків та 30 335 доларів для жінок. За межею бідності перебувало 18,1 % осіб, у тому числі 25,6 % дітей у віці до 18 років та 16,4 % осіб у віці 65 років та старших.
Цивільне працевлаштоване населення становило 4462 особи. Основні галузі зайнятості: виробництво — 22,9 %, освіта, охорона здоров'я та соціальна допомога — 20,6 %, роздрібна торгівля — 14,7 %.